# Oryzoborus
Oryzoborus was een vogelgeslacht uit de familie Thraupidae (tangaren) uit Midden en Zuid-Amerika. De zes soorten uit dit geslacht zijn opgenomen in het geslacht Sporophila
- Zwartkopzaadkraker
- Zwartsnavelzaadkraker
- Dikbekzaadkraker
- Diksnavelzaadkraker
- Grootsnavelzaadkraker
- Nicaraguaanse zaadkraker